# James B. McCreary
Pour l’article homonyme, voir McCreary.
James Bennett McCreary, né le 8 juillet 1838 à Richmond et mort le 8 octobre 1918 à Richmond, est un homme politique américain, membre du Parti démocrate. Il est le 27e et 37e gouverneur du Kentucky.